# Neverwinter Nights
Neverwinter Nights es un videojuego de rol en tercera persona en 3D basado en las reglas de la tercera edición del juego de rol Dungeons & Dragons en el que se juega en escenarios generados mediante el motor Aurora siendo posible hacerlo en modo de un jugador o en línea. Fue publicado en los Estados Unidos el 18 de junio de 2002 por BioWare. 

## El juego
Neverwinter Nights está considerado como uno de los más completos juegos de rol de la historia de los videojuegos. El juego utiliza casi la totalidad de las reglas de la tercera edición de Dungeons & Dragons tal y como están publicadas por Wizards of the Coast, la empresa propietaria de los derechos del juego de rol de mesa. Sin embargo, algunos elementos del juego no son totalmente aplicados (aunque en minoría) debido principalmente a decisiones que tomó la empresa publicante para mejorar ciertas características del juego. Internamente ejecuta las mismas acciones que se harían con el juego de mesa, y que se centran en tiradas de dados.
Uno de los puntos fuertes del juego es su modo multijugador, que lo hace altamente similar a Dungeons & Dragons, pues permite jugar con las mismas reglas del juego de mesa con varios jugadores en un ambiente muy parecido. Los mismos jugadores son los que hacen los módulos para jugar en línea, lo que ha hecho que el juego goce de gran éxito, por el amplio universo y posibilidades que se abren.
El juego incluye una herramienta de edición llamada Aurora Toolset que amplía enormemente sus posibilidades ya que permite la creación de mapas o incluso módulos de juego completos de forma fácil. Esto permite no solo vivir la experiencia como jugador sino como dungeon master o director de juego, en la cual no se vive la experiencia unipersonal sino la del controlador de todo el ambiente e infraestructura del juego.

## Argumento
La ciudad de Neverwinter/Noyvern está en cuarentena. Una terrible epidemia llamada la muerte aullante (similar a la peste negra que asoló Europa en el siglo XIV) está causando estragos entre la población, y los clérigos de la ciudad son incapaces de hallar una cura para la misma. En un intento desesperado, piden ayuda al sabio Khelben "Vara Negra" de Aguas Profundas, el cual envía a Noyvern cuatro criaturas mágicas a partir de las cuales se fabricará la cura para tan terrible enfermedad.
Las criaturas quedan bajo la custodia de la Academia de Héroes de Noyvern, en el distrito Nido del Mendigo de la ciudad. Ahí es donde empieza la historia, pues casualmente se acude desde lejos para auxiliar a la ciudad, y el personaje se hospeda allí. Durante nuestra estancia, la Academia es atacada por unas fuerzas desconocidas que irrumpen para secuestrar a las criaturas. La paladina elfa que dirige el centro, Lady Aribeth de Tylmarande, pedirá que se recupere las criaturas y se devuelvan al Templo de Tyr, dónde se realizará el ritual de creación de la cura. 
Una vez se recupera aquello que fue robado, empieza el ritual de manos de Aribeth, de su prometido Fenthick, un polémico sacerdote de Yelmo llamado Deshter y otros clérigos, ante la presencia de Lord Nasher, máximo mandatario de la ciudad, que también está afectado por la Muerte Aullante. Una vez creada la cura, y sin mediar palabra, Deshter traiciona a sus camaradas robando la poción curativa. Es seguido por Fenthick a través de un portal, creyendo todos que también es un traidor, cuando lo único que desea es hacer entrar en razón a su amigo, que resulta que actúa por mandato de una extraña secta. Tras vencer tú al yelmita y recuperar la poción, Desther y Fenthick son juzgados por Alta Traición y ejecutados ante una turba sedienta de sangre. Este hecho marca los acontecimientos posteriores, pues nace en Aribeth un sentimiento de ira contra la ciudad a la que ayudó, que así le pagó el esfuerzo (ejecutando a su pareja). 
La ciudad poco a poco va recobrando la calma. Ahora lo importante es encontrar a la secta que ha provocado la Muerte Aullante, averiguar el por qué y hacerles pagar el daño causado. Para ello te trasladas con tu grupo, con Aribeth y con el espía Aarin a Puerto Final, donde se iniciará una búsqueda exhaustiva de todas las regiones colindantes a Noyvern, en busca de cualquier vestigio que apunte a la existencia de una secta. Todo apunta en dirección a la ciudad de Luskan, y más concretamente a la Hermandad Arcana de la ciudad. El liche que la dirigía (al cual llegas tras no pocos esfuerzos) te informa de que un tal Maugrim se ha hecho con el control de la Hermandad y que ha desatado el caos en Luskan para hacerse con el poder. Su objetivo es lanzar al ejército luskanita sobre Noyvern en busca de un artefacto al que llaman la Piedra Origen. En ella se encuentran los supervivientes de una antigua raza llamada la raza creadora, con aspecto de hombres lagarto pero con un poder infinitamente mayor, que vivieron miles de años atrás y gobernaron incluso a los Dragones, pero cayeron a causa de un cambio climático. Todos ellos están gobernados por Morag, una hechicera que ejerce su enorme poder a través de la secta de Maugrim. Tras contar esto, el Liche deja vía libre, sin oponer resistencia, a los tejados de la torre donde se encuentra Maugrim, pues quiere que se destruya para que así él pueda recuperar la dirección de la Hermandad. En los tejados se ve a Maugrim, a un avatar de la Reina Morag, y a Aribeth (a la que se creía muerta o desaparecida) jurándoles fidelidad y prometiéndoles dirigir a los ejércitos de Luskan sobre Noyvern. Antes de poderles hacer nada, desaparecen ante nuestra vista.
Si Maugrim abre la Piedra Origen, los pueblos libres volverán a ser sometidos a la voluntad de la Raza Creadora. Ahora se sabe que aquello que el enemigo busca, la Piedra Origen, se encuentra bajo el castillo de Lord Nasher en Noyvern, y que para activar esa piedra hacen falta unos artefactos milenarios llamados Palabras de Poder, por lo que se iniciará una carrera contrarreloj entre los fieles a Noyvern y la Secta de Maugrim por encontrarlas. La acción se traslada a una aldea de bárbaros llamada Pozo de Beorunna, con algunos momentos emblemáticos como la lucha contra la Sierpe Roja Klauth. Tras hacer nuestro trabajo lo mejor posible y recuperar 3 de las 4 Palabras de Poder, se regresa a Noyvern para ayudar en la defensa de la misma. Allí informa Aarin de que la cuarta palabra está en poder de Maugrim, y que si se quiere recuperarla se tendrá que ir a por él. Dicho y hecho, ya que se inicia la búsqueda de un escondite secreto en medio de una batalla muy sangrienta y en la que no faltarán los combates contra enemigos de toda clase, incluida la propia Aribeth (a quien se puede elegir tras vencerla si se la quiere dejar con vida o no). Tras encontrar al causante de tantas horas de juego y matarlo sin contemplaciones, se recupera la última Palabra y se regresa al castillo.
Se toma la decisión de entrar en la Piedra Origen y acabar de raíz con el problema, destruyendo a Morag y a quien se ponga por delante. En la Piedra Origen se encuentra el equivalente de Aribeth de otro mundo y proporciona una ayuda momentánea (como una especie de redención por parte de Aribeth). Entre tanto, el ejército enemigo se ve confundido y desmoralizado al quedarse sin líderes, y la milicia de Noyvern no tarda en echarlo de la ciudad, triunfando nuevamente la justicia y el orden, y regresando una vez más la paz a Noyvern.

## Clases
El juego tiene dos tipos de clases a elegir, las normales que se pueden escoger sin ningún tipo de requisito o las de prestigio, en las que el personaje debe tener ciertos requisitos para poder escogerlas.

### Clases normales
- Bárbaro: pura fuerza bruta. Usa armas pesadas.
- Bardo: utiliza canciones para causar efectos alterados.
- Guerrero: un maestro en el manejo de las armas.
- Clérigo: usa conjuros memorizados para curar, dañar o causar efectos adversos en sus rivales
- Paladín: un guerrero que apuesta por el bien. Además de ser un profesional de las armas dispone de algunos poderes sagrados
- Mago: un conjurador que memoriza sus hechizos
- Hechicero: un conjurador que sencillamente tiene el don de la magia, no tiene que memorizar sus conjuros
- Explorador: un hábil rastreador y un poderoso luchador a distancia
- Monje: alguien que ha dedicado su vida a su cuerpo y su mente, son especialistas en el combate sin armas y en el manejo de armas exóticas
- Pícaro: un ladrón y un trampero, es hábil desapareciendo. Es especialista en armas ligeras como dagas o espadas cortas, también es muy ágil y rápido
- Druida: ha dedicado su vida a conocer la naturaleza, lo cual le da ciertos poderes sobre ella. Aunque no es tan poderoso mágicamente como un mago o un hechicero este puede usar mejores armas, y tiene acceso a algunos de los mejores hechizos

### Clases de prestigio
- Agente arpista: cualquier clase puede ser agente arpista pero necesita un alineamiento bueno. Son agentes de una sociedad secreta y tienen dones y habilidades variadas.
- Arquero arcano: usualmente un explorador/mago o explorador/hechicero asciende a arquero arcano. Además de mejorar enormemente sus aptitudes con las armas a distancia también obtiene habilidades mágicas
- Asesino: los pícaros pueden ser buenos asesinos, tienen buenas habilidades para pillar desprevenidos a los enemigos y matarlos rápidamente.
- Campeón de Torm: la evolución del paladín, obtiene aún más favores divinos y más destreza en las habilidades de combate con el arma escogida.
- Danzarín sombrío: otra opción del pícaro, estos personajes son muy ágiles y sus dotes de desaparecer son aún mejores que las del asesino.
- Discípulo de dragón rojo: los bardos o los hechiceros pueden ser mejorados a esta clase, tienen poderes como el aliento de dragón y escamas de dragón a nivel 9 también les salen alas de dragón.
- Enano defensor: un enano guerrero se convierte en esto, aumenta muchísimo sus dotes y habilidades para la defensa
- Guardia negro: el antipaladín por excelencia, es justamente lo contrario de un paladín.
- Maestro de armas: el más diestro de todos los personajes en el manejo del arma que escoja. Mientras blanda un arma en la que está especializado es de los más fuertes.
- Maestro de la lividez: si un mago elige el camino de la nigromancia, esta claro que esta clase de prestigio le interesa. Además de volverte fuerte en esta escuela de magia, también desarrollaras dotes de muerto viviente, como un brazo esquelético.
- Cambiante: Los druidas son buenos cambiando de forma, pero estos personajes son con mucho, mejores. Entre sus transformaciones se pueden encontrar, ilícidos, mantícoras, y otras criaturas peligrosas.

## Expansiones y secuelas
Existen dos expansiones oficiales del videojuego original, Shadows of Undrentide y Hordes of the Underdark. Además, existen otros seis módulos comerciales denominados Premium Modules con aventuras independientes: Witch's Wake, Shadow Guard, Kingmaker, Pirates of the Sword Coast, Infinite Dungeons, y Wyvern Crown of Cormyr. Asimismo, son muchos otros los módulos creados por la comunidad de jugadores.
Existe un conjunto de complementos creado por la comunidad de Neverwinter Nights, CEP (Community Expansión Pack), el cual es necesario para varios módulos del videojuego que circulan por Internet.
Tiene una secuela, Neverwinter Nights 2, publicado el 7 de noviembre de 2006 en España.